# Paasikiven-Kekkosentie
La voie de Paasikivi-Kekkonen (finnois : Paasikiven-Kekkosentie) ou voie de la rive (finnois : Rantaväylä) est une artère de circulation automobile très fréquentée à Tampere en Finlande,,,.
Sur les cartes et les panneaux routiers, elle est formée de trois parties: Paasikiventie, Kekkosentie et Rantatunneli.

## Présentation

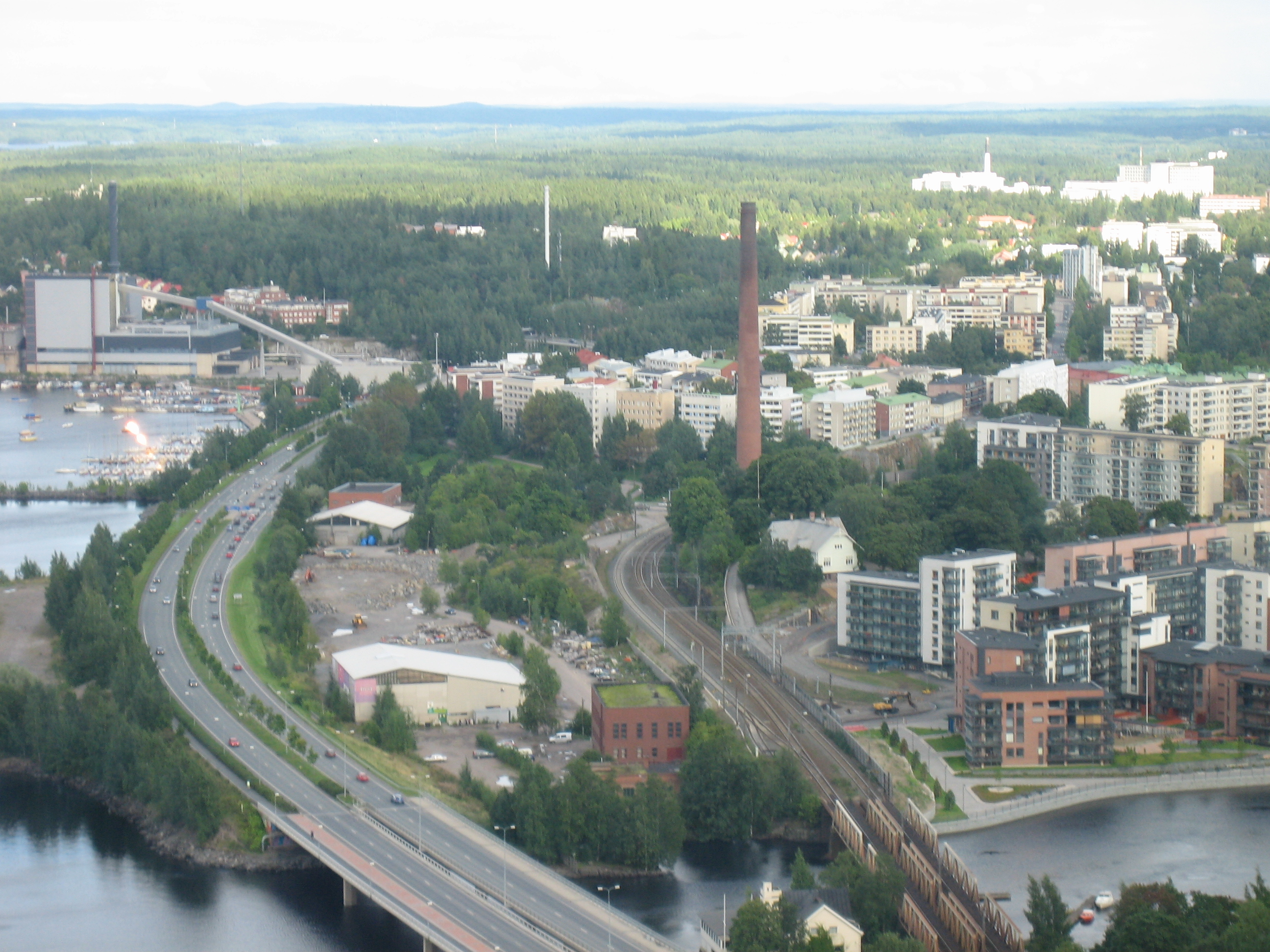
Naistenlahti, Kekkosentie, Armonkallio et Tampella vus de Näsinneula.

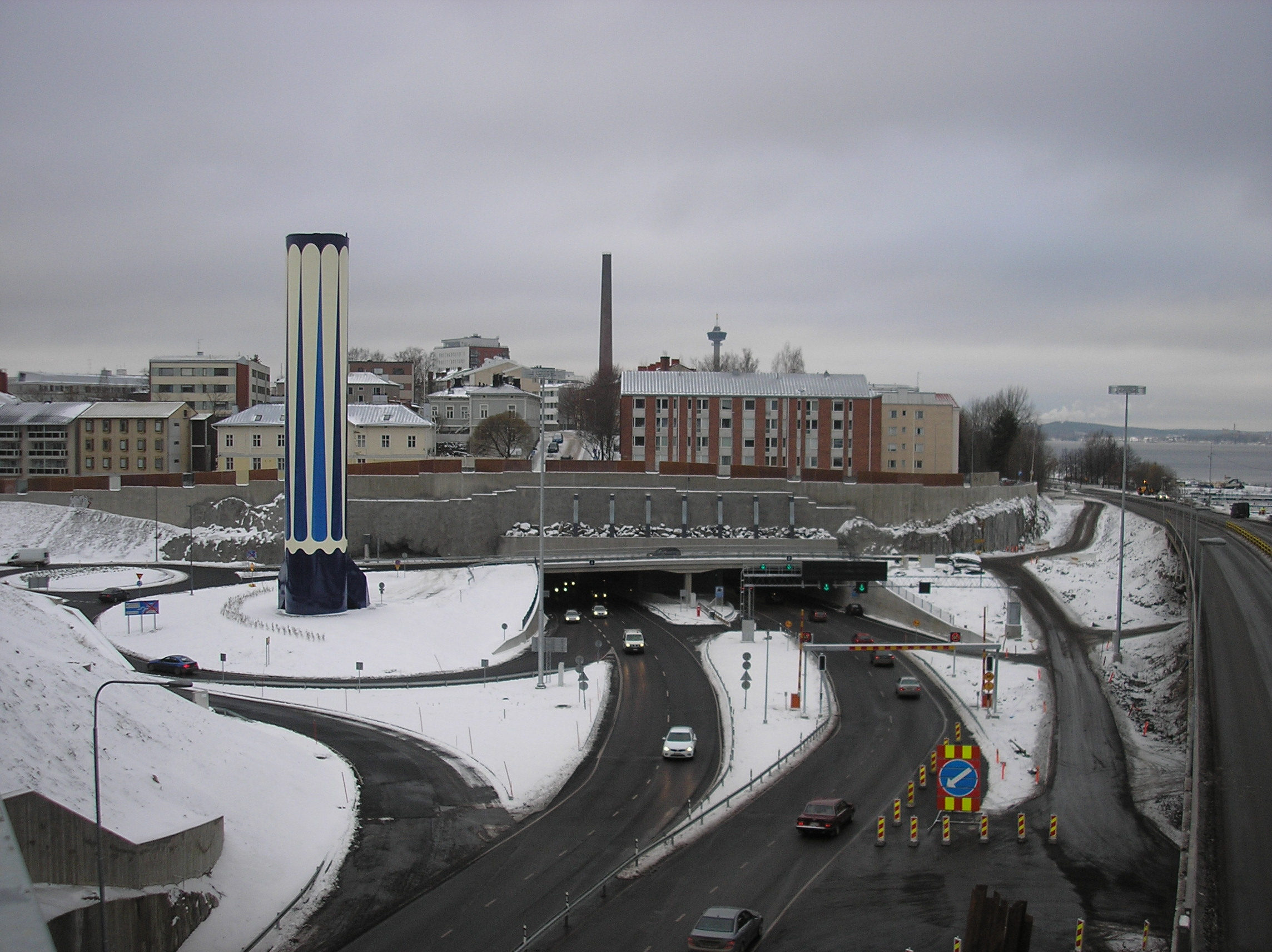
Le tunnel de la rive en 2016.

La voie Paasikivi-Kekkonen est située entre l'autoroute de Nokia et la Teiskontie.
Elle fait partie de la route nationale 12.
À l'origine, la voie de Paasikivi- Kekkonen mesurait sept kilomètres de long et a été construite en plusieurs étapes,,,.
La première partie a été réalisée au milieu des années 1970, sur la rive sud du lac Näsijärvi et au nord du centre-ville de Tampere.
La dernière partie, réalisée dans le quartier de Petsamo, est ouverte à la circulation en 1989,,,.
Durant la phase de conception, la voie était appelée voie de ceinture, mais plus tard la ville renommera la partie ouest Paasikiventie  et la partie est Kekkosentie,,,.
Achevé en 2016, le Rantatunneli, qui mesure 2,3 kilomètres de long, a modifié l'alignement de la voie de sorte que Paasikiventie se trouve désormais du côté ouest du tunnel (à l'ouest de Santalahti) et Kekkosentie du côté est du tunnel (à l'est de Naistenlahti).